# MrBeast
MrBeast, właśc. James Stephen Donaldson (ur. 7 maja 1998) – amerykański YouTuber oraz filantrop.
MrBeast jest największym twórcą na platformie YouTube, jego kanał jest największy na świecie. Na samym głównym kanale posiada 421 milionów subskrypcji oraz ponad 90 miliardów wyświetleń. Jego kanał Beast Philanthropy ma obecnie ponad 28,2 mln subskrypcji, a kanał MrBeast Gaming ma ich aż 48,7 mln. (stan na 12 sierpnia 2025 roku)       
Pozostałe jego kanały: Beast Reacts –  36 mln subskrypcji, MrBeast 2 – 51,4 mln subskrypcji. 
Podczas gali Nickelodeon Kids’ Choice Awards 2022 wygrał on w kategorii: Najlepsza Społeczna Męska Gwiazda. Sukces ten powtórzył w kolejnej edycji tej gali w 2023 roku. 

## Życiorys
Jimmy Donaldson urodził się 7 maja 1998 roku w Kansas, wychowywał się w mieście Greenville w Północnej Karolinie. Był on drugim dzieckiem swoich rodziców, pracujących w wojsku. Jego matka była naczelnikiem więzienia w Mannheim. Z powodu pracy rodziców Donaldson często musiał zmieniać miejsce zamieszkania. W 2007 roku jego rodzice rozwiedli się.
Studiował on na East Carolina University, jednakże porzucił on studia już po dwóch tygodniach. W odpowiedzi na to jego matka nakazała mu wyprowadzić się z domu. 
Jego główny kanał został założony 20 lutego 2012 roku. Kanał ten nosił wtedy nazwę „MrBeast6000". Pierwsze filmy na kanale zaczął publikować w wieku trzynastu lat, dotyczyły one gry Minecraft. Pierwszą większą popularność przyniósł mu filmik, w którym liczył do stu tysięcy, co miało mu zająć 44 godziny.
W 2021 r. magazyn „Forbes” umieścił go na pierwszym miejscu pośród najlepiej zarabiających youtuberów, z zarobkiem wynoszącym 54 mln dolarów.
Po inwazji Rosji na Ukrainę, MrBeast zebrał ponad 3 miliony dolarów przeznaczonych dla uchodźców. Wsparcie obejmowało głównie jedzenie, środki medyczne czy podstawowe artykuły pierwszej potrzeby.

## Biznes

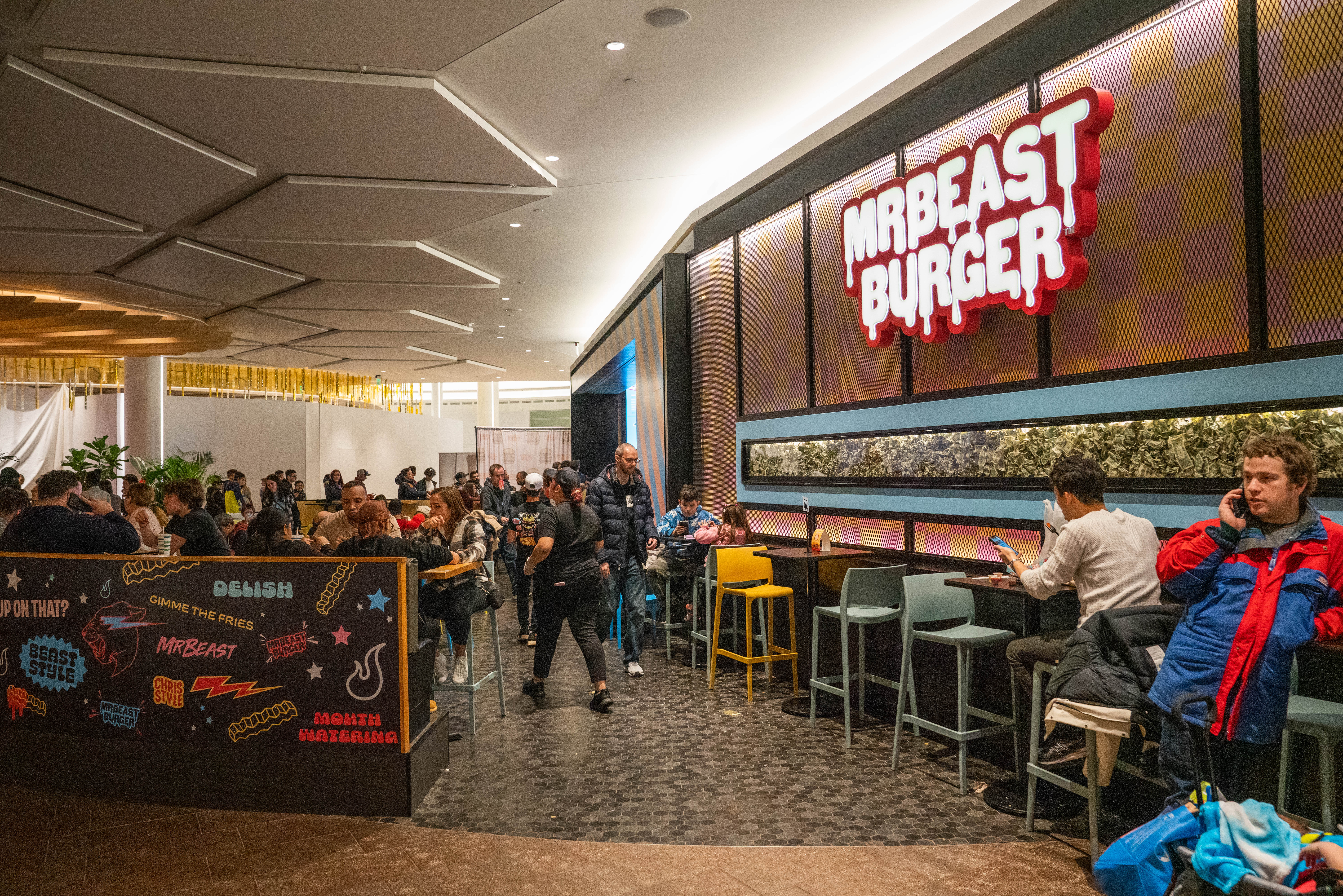
Restauracja MrBeasta w New Jersey

### Lunchly
Lunchly to marka zestawów przekąsek stworzona i sprzedawana przez Lunchly LLC. Marka jest promowana i założona jako wspólne przedsięwzięcie YouTuberów Olajide „KSI” Olatunji, Logana Paula i Jimmy’ego „MrBeast” Donaldsona.

### MrBeast Burger
11 listopada 2020 roku założył on swój pierwszy lokal fast-food MrBeast Burger w Wilson w Karolinie Północnej. Do 19 grudnia 2020 roku otworzono ponad 600 restauracji na terenie Stanów Zjednoczonych. Pierwszy milion burgerów udało się sprzedać w czasie mniejszym niż dwa miesiące. Na początku lutego 2021 roku otwarto pierwsze pięć lokali w Kanadzie, w miastach: Toronto, Edmonton, Calgary. W maju tego samego roku, otworzono również pierwsze lokale w Europie na terenie Wielkiej Brytanii. 17 Maja 2023 napisał na Twitterze że zamyka MrBeast Burger, ponieważ sprzedał firmę, nie mógł kontrolować jakości i wolał koncentrować się na marce Feastables.  
Wpis został usunięty wkrótce później.

### Feastables

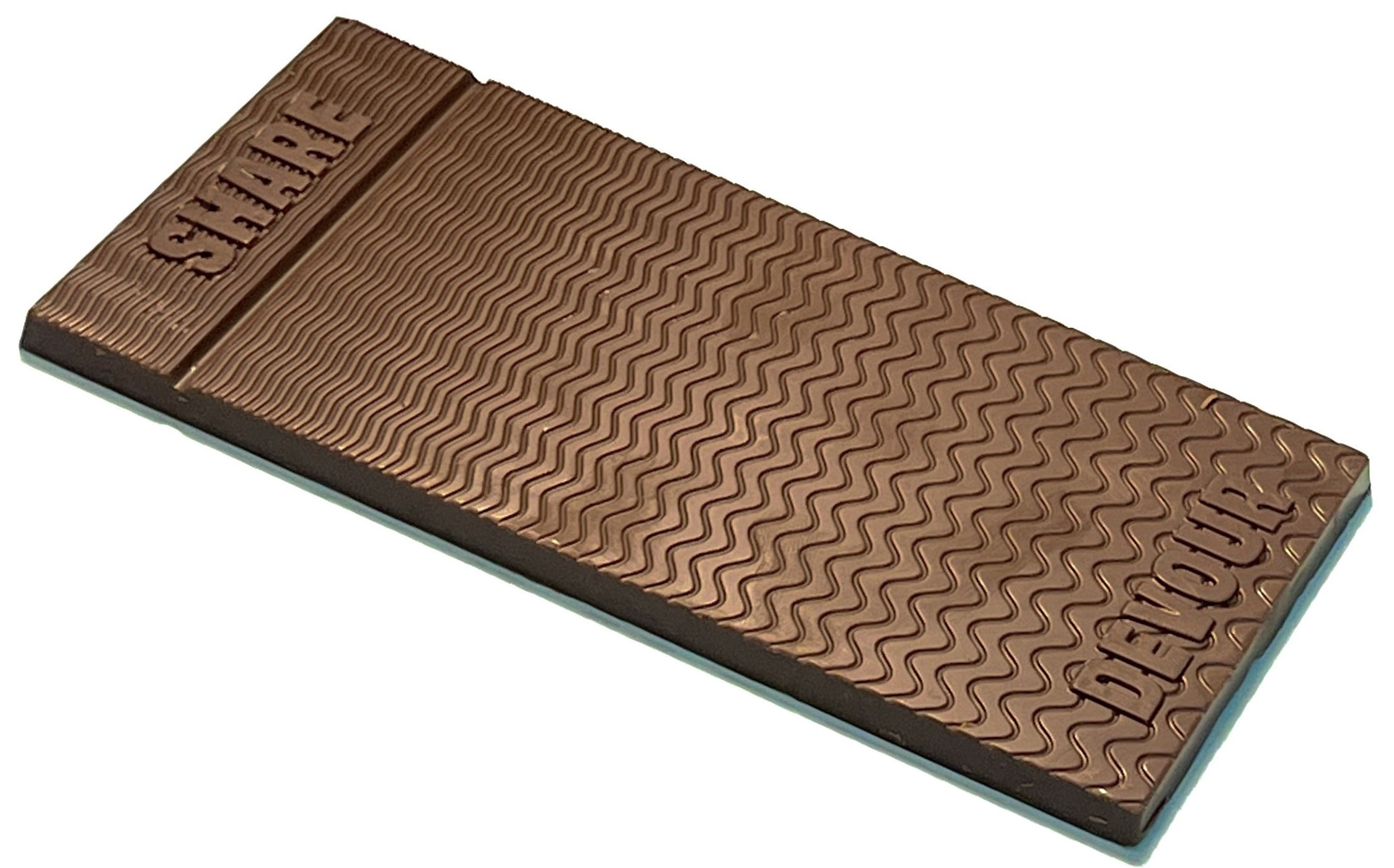
Tabliczka Feastables

MrBeast ogłosił 29 stycznia 2022 roku stworzenie nowej marki czekolad o nazwie "Feastables". Czekolady dostępne są w pięciu smakach. Nie zawierają one glutenu. Kakao pochodzi ze sprawiedliwego handlu w Afryce Zachodniej z legalnych plantacji, i bez udziału pracy dzieci. Feastables są wytwarzane w 100% z kakao objętego certyfikatem Fairtrade. 

## Projekty

### #TeamTrees

Logo Team Trees

Projekt #TeamTrees rozpoczął się w maju 2019 roku, kiedy MrBeast z okazji zdobycia 20 milionów subskrypcji zorganizował akcję posadzenia 20 milionów drzew. Nawiązana została współpraca z Arbor Day Foundation, która zobowiązała się zasadzić jedno drzewo za jednego dolara. Wyznaczony cel zdobycia kwoty dwudziestu milionów dolarów udało się już zrealizować 19 grudnia. W akcję zaangażował się m.in. Elon Musk.

### #TeamSeas

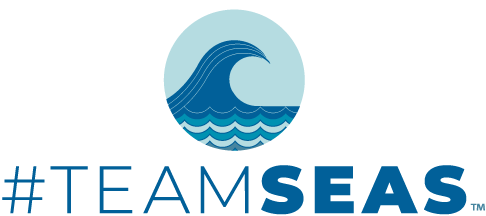
Logo Team Seas

Projekt zapoczątkowany przez MrBeasta wraz z youtuberem Markiem Roberem, mająca na celu oczyszczenie rzek, plaż i oceanów. Celem projektu jest uzbieranie 30 milionów dolarów do 1 stycznia 2022 roku. Każdy przekazany na ten cel dolar, ma oznaczać zebranie 1 funta śmieci. Cel został osiągnięty dzień po założonym dniu zakończenia zbiórki, bowiem 2 stycznia 2022 roku.

## Odkrycia

### Wspinaczka na „Shopify Mountain”
Podczas nagrywania odcinka „I Survived 50 Hours In Antarctica” MrBeast i jego przyjaciel weszli na górę, którą sami odkryli i zbadali. Nazwali ją Shopify od nazwy sponsora odcinka.

## Nagrody

### Youtuber Roku
W 2020 roku MrBeast wygrał nagrodę Youtubera Roku na 12. ceremonii wręczenia nagród Short Awards.

## Życie prywatne
Cierpi on na chorobę Crohna. 
Od 2019 do 2021 roku był związany z amerykańską tancerką Maddy Spidell. Od 2022 roku jest w związku z południowoafrykańską osobowością internetową Theą Booysen. 25 grudnia 2024 roku para zaręczyła się.
Jest agnostykiem.

## Kontrowersje
24 lipca 2024 na Youtube został wrzucony film użytkownika DogPack404, który był pracownikiem MrBeasta, opisujący kontrowersyjne warunki i wydarzenia na jego popularnych filmach. Zostało mu tam zarzucone, że prowadził oszukane loterie, wprowadzał ludzi w błąd podrobionymi podpisami na koszulkach, podrabianie filmów, występowanie rodziny i pracowników MrBeasta na filmach, na których mówił, że są oni losowymi subskrybentami oraz wprowadzał w błąd młodszą widownie, mówiąc im że mogą wystąpić w jednym z jego filmów jeśli zasubskrybują jego kanał. 
Tego samego dnia MrBeast ogłosił na portalu X, że zwolnił Krisa Tysona – jednego ze swoich współpracowników po tym, jak oskarżono go o grooming w stosunku do osoby trzynastoletniej, jak i koleżeństwo z osobą, która stylizuje się w rysowanie dziecięcej pornografii.